# Andras : Book of Angels Volume 28

Andras : Book of Angels Volume 28  est un album de compositions de John Zorn jouées par le Nova Express Quartet augmenté du percussionniste Cyro Baptista pour former le Nova Express Quintet.

## Titres
| No  | Titre    | Durée |
| --- | -------- | ----- |
| 1.  | Meresin  | 6:02  |
| 2.  | Yofiel   | 4:23  |
| 3.  | Sabiel   | 6:04  |
| 4.  | Hemah    | 2:58  |
| 5.  | Sahiviel | 3:44  |
| 6.  | Ramiel   | 5:11  |
| 7.  | Ithuriel | 5:30  |
| 8.  | Kakabel  | 4:49  |
| 9.  | Huzia    | 4:56  |
| 10. | Tatrusia | 4:48  |

## Personnel
- Cyro Baptista - congas, percussions
- Joey Baron - batterie
- Trevor Dunn - basse
- John Medeski - orgue, piano
- Kenny Wollesen - vibraphone